# Anthodioctes bettyae
Anthodioctes bettyae är en biart som först beskrevs av Jesus Santiago Moure 1947.  Anthodioctes bettyae ingår i släktet Anthodioctes och familjen buksamlarbin. Inga underarter finns listade i Catalogue of Life.